# Test de Wald
Le test de Wald est un test paramétrique économétrique dont l'appellation vient du mathématicien américain d'origine hongroise Abraham Wald (31 octobre 1902-13 décembre 1950) avec une grande variété d'utilisations. Chaque fois que nous avons une relation au sein des ou entre les éléments de données qui peuvent être exprimées comme un modèle statistique avec des paramètres à estimer, et tout cela à partir d'un échantillon, le test de Wald peut être utilisé pour « tester la vraie valeur du paramètre » basé sur l'estimation de l'échantillon.

## Détails mathématiques
Dans le cadre du test de Wald, l'estimation {\displaystyle {\hat {\theta }}} (l'argument ou la fonction de vraisemblance est maximal) est comparée à une valeur hypothétique {\displaystyle \theta _{0}}. En particulier, la différence au carré {\displaystyle {\hat {\theta }}-\theta _{0}} est pondérée par la courbure de la fonction de log-vraisemblance.

### Test sur un seul paramètre
Si l'hypothèse n'implique qu'une seule restriction de paramètre, alors la statistique de Wald prend la forme suivante :
{\displaystyle W={\frac {{({\widehat {\theta }}-\theta _{0})}^{2}}{\operatorname {var} ({\hat {\theta }})}}}
qui, sous l'hypothèse nulle, suit une distribution χ2 asymptotique avec un degré de liberté.

### Test(s) sur plusieurs paramètres
Le test de Wald peut être utilisé pour tester une seule hypothèse sur plusieurs paramètres, ainsi que pour tester conjointement plusieurs hypothèses sur des paramètres uniques/multiples.
Soit {\displaystyle {\hat {\theta }}_{n}} notre estimateur d'échantillon des paramètres P (c'est-à-dire, {\displaystyle {\hat {\theta }}_{n}} est un {\displaystyle P\times 1} vecteur), qui est supposé suivre asymptotiquement une distribution normale avec matrice de covariance V, {\displaystyle {\sqrt {n}}({\hat {\theta }}_{n}-\theta )\,\xrightarrow {\mathcal {D}} \,N(0,V)}.
Le test des hypothèses Q sur les paramètres P s'exprime par une matrice {\displaystyle Q\times P} ; R :
{\displaystyle H_{0}:R\theta =r}
{\displaystyle H_{1}:R\theta \neq r}
La statistique de test est :
{\displaystyle (R{\hat {\theta }}_{n}-r)'[R({\hat {V}}_{n}/n)R']^{-1}(R{\hat {\theta }}_{n}-r)\quad \xrightarrow {\mathcal {D}} \quad \chi _{Q}^{2}}
où {\displaystyle {\hat {V}}_{n}} est un estimateur de la matrice de covariance.

#### Preuve
Supposons que {\displaystyle {\sqrt {n}}({\hat {\theta }}_{n}-\theta )\,\xrightarrow {\mathcal {D}} \,N(0,V)}. Alors, par le théorème de Slutsky et par les propriétés de la distribution normale, en multipliant par R on a la distribution :
{\displaystyle R{\sqrt {n}}({\hat {\theta }}_{n}-\theta )={\sqrt {n}}(R{\hat {\theta }}_{n}-r)\,\xrightarrow {\mathcal {D}} \,N(0,RVR')}
Rappelons qu'une forme quadratique de la loi normale possède une distribution χ2 :
{\displaystyle {\sqrt {n}}(R{\hat {\theta }}_{n}-r)'[RVR']^{-1}{\sqrt {n}}(R{\hat {\theta }}_{n}-r)\,\xrightarrow {\mathcal {D}} \,\chi _{Q}^{2}}
En réarrangeant n on obtient finalement :
{\displaystyle (R{\hat {\theta }}_{n}-r)'[R(V/n)R']^{-1}(R{\hat {\theta }}_{n}-r)\quad \xrightarrow {\mathcal {D}} \quad \chi _{Q}^{2}}